# Liste der Monuments historiques in Gugney
Die Liste der Monuments historiques in Gugney führt die Monuments historiques in der französischen Gemeinde Gugney auf.

## Liste der Objekte
| Bezeichnung                | Beschreibung                                        | Standort                       | Kennzeichnung | Schutzstatus | Datum | Bild |
| -------------------------- | --------------------------------------------------- | ------------------------------ | ------------- | ------------ | ----- | ---- |
| Pietà                      | Stein, 16. Jahrhundert                              | in der Kirche St-Martin (Lage) | PM54000290    | Classé       | 1908  |      |
| Skulptur Heiliger Nikolaus | Holz, farbig gefasst und vergoldet, 18. Jahrhundert | in der Kirche St-Martin (Lage) | PM54001573    | Inscrit      | 1992  |      |